# Daybreak (programma televisivo)
Daybreak è stato un programma televisivo britannico andato in onda nei giorni feriali su ITV dal 2010 al 2014.

## Storia del programma
La prima puntata di Daybreak è stata trasmessa il 6 settembre 2010 con la conduzione di Adrian Chiles e di Christine Bleakley, in precedenza conduttori del programma pomeridiano della BBC The One Show. Il momento più importante della prima puntata fu l'intervista fatta all'ex primo ministro britannico Tony Blair.

### Transizione da ITV Breakfast a ITV Studios
Nel marzo 2011, ITV ha annunciato che, come parte di una riorganizzazione manageriale, Daybreak passerà nelle mani di ITV News. Nel luglio 2011 viene annunciato che la produzione del programma, assieme alla produzione del programma Lorraine, viene affidata a ITV Studios.

### Cancellazione
Nel marzo 2014, ITV ha annunciato che la trasmissione si sarebbe conclusa  nel 2014 per essere sostituita da Good Morning Britain.
L'ultima puntata del programma è andata in onda il 25 aprile 2014 con la conduzione di Aled Jones e Kate Garraway.

## Formato del programma
La trasmissione andava in onda dal lunedì al venerdì dalle 6:00 alle 8:30 del mattino, mentre il sabato e la domenica la trasmissione veniva sostituita da programmi per bambini.

### Politica
Sue Jameson ha presentato spesso le notizie di politica su Daybreak come parte degli aggiornamenti delle notizie all'inizio dell'ora. È apparsa anche sul sofà ed è andata dal vivo a Westminster o a Downing Street per le ultime notizie.

### Intrattenimento
Ross King, corrispondente del programma a Los Angeles, ha presentato tutte le ultime notizie riguardanti Hollywood. Richard Arnold, curatore per quanto riguarda il mondo dell'intrattenimento, ha presentato gli ultimi aggiornamenti sul mondo dello spettacolo su Daybreak alle ore 7:50. Gli articoli spaziavano da notizie musicali ai pettegolezzi sulle celebrità.